# آلان لانس
آلان لانس (بالفرنسية: Alain Lance)‏ هو كاتب ومؤلف ومترجم وشاعر فرنسي، ولد في 18 ديسمبر 1939 في Bonsecours ‏ في فرنسا.